# Shane Battier
Shane Courtney Battier (Birmingham, 9 september 1978) is een Amerikaans voormalig basketballer.

## Carrière
Battier speelde collegebasketbal voor de Duke Blue Devils van 1997 tot 2001. In 2001 werd hij als zesde gekozen in de NBA draft door de Vancouver Grizzlies die een paar weken later de Memphis Grizzlies werden. In zijn rookieseizoen werd hij meteen uitgespeeld als basisspeler en was hij zo meteen goed voor een seizoensgemiddelde van 39,7 minuten en 14,4 punten per wedstrijd. Battier speelde in zijn eerste seizoen dan ook in de NBA Rising Stars Challenge en werd aan het einde van het seizoen verkozen tot het NBA All-Rookie First Team. Hij speelde bij de Grizzlies van 2001 tot 2006 en was enkel in het seizoen 2003/04 geen basisspeler. Hij werd in 2006 geruild naar de Houston Rockets voor Rudy Gay en Stromile Swift. 
In augustus 2006 werd Battier geselecteerd voor de Amerikaanse selectie voor het WK. In de halve finale verloor de VS van Griekenland om dan zo in de kleine finale de bronzen medaille te veroveren. Bij de Rockets speelde hij van 2006 tot 2011 waar hij voornamelijk als startspeler werd uitgespeeld. Hij werd in zowel 2008 en 2009 verkozen tot het NBA All-Defensive Second Team. Hij werd tijdens het seizoen 2010/11 terug geruild naar de Grizzlies, samen met Ish Smith voor DeMarre Carroll, Hasheem Thabeet en een draftpick. Hij maakte bij hen het seizoen uit en tekende op 9 december 2011 bij de Miami Heat. Aan de zijde van LeBron James en Dwyane Wade werd Battier voornamelijk ingezet vanop de bank. Miami Heat kon tijdens de playoffs van het seizoen 2011/12 dankzij overwinningen tegen New York Knicks, Indiana Pacers en Boston Celtics doorstoten naar de NBA-finale. In deze finale tegen Oklahoma City Thunder was Battier als startspeler goed voor een gemiddelde van 11,6 punten per wedstrijd. Miami won in 5 wedstrijden van Oklahoma en veroverde zo de twee NBA-titel uit de clubgeschiedenis. 
Ook in het seizoen 2012/13 scheerde Miami hoge toppen met onder andere een winstreeks van 27 wedstrijden. In de playoffs kon Miami opnieuw de finale bereiken, waar uiteindelijk in 7 wedstrijden (4-3) werd afstand genomen van de San Antonio Spurs om zo hun NBA-titel te verlengen. Op het einde van het seizoen 2013/14 kregen we een heruitgave van deze finale, maar San Antonio was ditmaal met 4-1 te sterk voor Miami. De laatste wedstrijd van deze finale was meteen ook de laatste professionele wedstrijd van Battier die kort daarvoor al zijn basketbalpensioen had aangekondigd.
In 2017 werd Battier door Miami Heat aangesteld als 'director of basketball development and analytics'. Op 18 juni 2021 werd de samenwerking stopgezet maar Battier blijft nog actief als consultant voor Miami.

## Erelijst
- NBA-kampioen: 2012, 2013
- NBA All-Defensive Second Team: 2008, 2009
- NBA All-Rookie First Team: 2002
- WK:  (2006)
- Goodwill Games:  (2001)
- Nummer 31 teruggetrokken door de Duke Blue Devils

## Statistieken

### Regulier seizoen
| Seizoen  | Team              | WG  | WS  | MPW  | 2P%  | 3P%  | FW%  | RPW | APW | SPW | BPW | PPW  |
| -------- | ----------------- | --- | --- | ---- | ---- | ---- | ---- | --- | --- | --- | --- | ---- |
| 2001/02  | Memphis Grizzlies | 78  | 78  | 39,7 | 42,9 | 37,3 | 70,0 | 5,4 | 2,8 | 1,6 | 1,0 | 14,4 |
| 2002/03  | Memphis Grizzlies | 78  | 47  | 30,6 | 48,3 | 39,8 | 82,8 | 4,4 | 1,3 | 1,3 | 1,1 | 9,7  |
| 2003/04  | Memphis Grizzlies | 79  | 1   | 24,6 | 44,6 | 34,9 | 73,2 | 3,9 | 1,3 | 1,3 | 0,7 | 8,5  |
| 2004/05  | Memphis Grizzlies | 80  | 72  | 31,5 | 44,2 | 39,5 | 78,9 | 5,2 | 1,6 | 1,1 | 1,0 | 9,9  |
| 2005/06  | Memphis Grizzlies | 81  | 81  | 35,0 | 48,8 | 39,4 | 70,7 | 5,3 | 1,7 | 1,1 | 1,4 | 10,1 |
| 2006/07  | Houston Rockets   | 82  | 82  | 36,4 | 44,6 | 42,1 | 77,9 | 4,1 | 2,1 | 1,0 | 0,7 | 10,1 |
| 2007/08  | Houston Rockets   | 80  | 78  | 36,3 | 42,8 | 37,7 | 74,3 | 5,1 | 1,9 | 1,0 | 1,1 | 9,3  |
| 2008/09  | Houston Rockets   | 60  | 59  | 33,9 | 41,0 | 38,4 | 82,1 | 4,8 | 2,3 | 0,8 | 0,9 | 7,3  |
| 2009/10  | Houston Rockets   | 67  | 62  | 32,4 | 39,8 | 36,2 | 72,6 | 4,7 | 2,4 | 0,8 | 1,1 | 8,0  |
| 2010/11  | Houston Rockets   | 59  | 59  | 30,8 | 45,6 | 39,1 | 64,5 | 4,8 | 2,6 | 0,9 | 1,2 | 8,6  |
| 2010/11  | Memphis Grizzlies | 23  | 0   | 24,2 | 42,6 | 33,3 | 88,2 | 4,0 | 1,4 | 0,7 | 0,4 | 5,0  |
| 2011/12  | Miami Heat        | 65  | 10  | 23,1 | 38,7 | 33,9 | 62,2 | 2,4 | 1,3 | 1,0 | 0,5 | 4,8  |
| 2012/13  | Miami Heat        | 72  | 20  | 24,8 | 42,0 | 43,0 | 84,2 | 2,3 | 1,0 | 0,6 | 0,8 | 6,6  |
| 2013/14  | Miami Heat        | 73  | 56  | 20,1 | 38,2 | 34,8 | 65,2 | 1,9 | 0,9 | 0,7 | 0,5 | 4,1  |
| Carrière | Carrière          | 977 | 705 | 30,7 | 43,7 | 38,4 | 74,3 | 4,2 | 1,8 | 1,0 | 0,9 | 8,6  |

### Play-offs
| Seizoen  | Team              | WG  | WS | MPW  | 2P%  | 3P%  | FW%  | RPW | APW | SPW | BPW | PPW  |
| -------- | ----------------- | --- | -- | ---- | ---- | ---- | ---- | --- | --- | --- | --- | ---- |
| 2003/04  | Memphis Grizzlies | 4   | 0  | 17,3 | 40,0 | 42,9 | 66,7 | 3,0 | 0,3 | 0,0 | 0,3 | 4,8  |
| 2004/05  | Memphis Grizzlies | 4   | 4  | 29,8 | 41,9 | 14,3 | 40,0 | 6,8 | 1,5 | 0,5 | 1,0 | 7,3  |
| 2005/06  | Memphis Grizzlies | 4   | 4  | 32,3 | 50,0 | 28,6 | 33,3 | 5,8 | 0,5 | 1,0 | 0,5 | 6,0  |
| 2006/07  | Houston Rockets   | 7   | 7  | 38,9 | 45,1 | 44,2 | 87,5 | 2,6 | 2,1 | 1,7 | 1,0 | 10,3 |
| 2007/08  | Houston Rockets   | 6   | 6  | 41,0 | 44,4 | 48,0 | 72,7 | 3,8 | 0,5 | 1,0 | 0,8 | 10,0 |
| 2008/09  | Houston Rockets   | 13  | 13 | 38,2 | 40,7 | 31,5 | 95,7 | 4,9 | 2,4 | 1,1 | 0,7 | 8,1  |
| 2010/11  | Memphis Grizzlies | 13  | 0  | 26,1 | 43,9 | 27,6 | 66,7 | 4,0 | 1,2 | 0,5 | 0,5 | 5,5  |
| 2011/12  | Miami Heat        | 23  | 16 | 33,4 | 37,9 | 38,2 | 81,3 | 3,2 | 1,2 | 1,0 | 0,6 | 7,0  |
| 2012/13  | Miami Heat        | 22  | 0  | 17,8 | 29,0 | 29,5 | 82,1 | 1,7 | 0,5 | 0,2 | 0,3 | 4,7  |
| 2013/14  | Miami Heat        | 16  | 6  | 12,6 | 46,2 | 45,0 | 80,0 | 0,6 | 0,3 | 0,3 | 0,1 | 2,3  |
| Carrière | Carrière          | 112 | 56 | 27,1 | 39,8 | 35,6 | 77,8 | 3,0 | 1,0 | 0,7 | 0,5 | 6,1  |

1 Bosh ·
3 Wade ·
5 Howard ·
6 James ·
13 Miller ·
14 Harris ·
15 Chalmers ·
21 Turiaf ·
22 Jones ·
30 Cole ·
31 Battier ·
34 Curry ·
40 Haslem ·
45 Pittman ·
50 Anthony ·
Coach Spoelstra
1 Bosh ·
3 Wade ·
6 James ·
9 Lewis ·
11 Andersen ·
13 Miller ·
15 Chalmers ·
22 Jones ·
24 Varnado ·
30 Cole ·
31 Battier ·
34 Allen ·
40 Haslem ·
50 Anthony ·
Coach Spoelstra